# Emilio Castro
Emilio Castro (* 2. Mai 1927 in Montevideo, Uruguay; † 6. April 2013 ebenda) war ein uruguayischer methodistischer Pastor und Theologe der Befreiung.

## Leben
Der getaufte Katholik Castro studierte nach Erlangung seiner Hochschulreife Evangelische Theologie in Basel, wo er von den theologischen Erkenntnissen Karl Barths beeinflusst wurde. An der Universität Lausanne legte er seine Dissertation vor und wurde zum Doktor der Theologie promoviert. Er versah als methodistischer Gemeindepastor Dienst, bevor er in mehreren lateinamerikanischen und internationalen ökumenischen Einrichtungen arbeitete. Im Jahre 1973 wurde er zum Direktor der Kommission für Weltevangelisation und Mission beim Ökumenischen Rat der Kirchen (ÖRK) in Genf berufen. Als besonderes Ziel seiner Amtsführung bezeichnete er es, die südamerikanischen Pfingstler in den Weltrat der Kirchen hineinzubringen.
Von 1985 bis 1992 übernahm er das Amt des Generalsekretärs des ÖRK und prägte die ökumenische Arbeit durch Akzente, die er aus der Theologie der Befreiung einbrachte. Mit wortgewaltigen Predigten und prononcierten sozialethischen Forderungen nach Erneuerung der internationalen Ökonomie und Politik machte er in den Kirchen auf sich aufmerksam, erfuhr dadurch aber auch scharfen Widerspruch konservativer und wirtschaftsliberaler Kreise. Unter seiner Leitung besuchte erstmals eine Delegation des ÖRK Südafrika, nachdem der Repräsentant des ANC, Nelson Mandela, aus seiner Haft entlassen worden war. Der ÖRK hatte das Apartheid-System jahrzehntelang kritisiert.
Auch nachdem Castro aus der ÖRK-Organisationsspitze ausgeschieden war, setzte er seine Aktivitäten in der ökumenischen Suche nach einer gerechteren Weltordnung fort. So berief er zusammen mit Konrad Raiser, seinem Nachfolger im Amt des Generalsekretärs, für 2006 einen Internationalen ökumenischen Kongress an der Theologischen Hochschule von San Leopoldo ein zum Thema „Mission und Ökumene in Lateinamerika“. Bemerkenswert an diesem Unternehmen war die Tatsache, dass es in nur 35 km Abstand zu der gleichzeitig in Porto Alegre tagenden IX. Vollversammlung des ÖRK stattfand.
Castro arbeitete in der Christlichen Friedenskonferenz mit und beteiligte sich an der II. Allchristlichen Friedensversammlung 1964 in Prag, wo er zu einem der Vizepräsidenten gewählt wurde. Sein Wirken blieb ungeachtet der seit den 1990er Jahren eingetretenen weltpolitischen Veränderungen gerichtet auf die Durchführung eines Friedenskonzils aller Kirchen, wie es von der Konziliaren Bewegung für Gerechtigkeit, Frieden und Bewahrung der Schöpfung seit vielen Jahren angestrebt wird. Dafür war er auch publizistisch tätig, sprach auf Kongressen, trat als Herausgeber befreiungstheologischer Literatur auf und unterstützte Christen in Chile bei ihrer Arbeit zur Überwindung der Folgen der Pinochet-Diktatur.

## Werke
- A passion for unity, Geneva : WCC Publ., 1992
- Weltkirchenrat 1987 / (Teil 2). Der Bericht des Generalsekretärs des Weltkirchenrates, 1987
- Zur Sendung befreit, Frankfurt am Main : Lembeck, 1986
- Auf der ökumenischen Tagesordnung: Krieg und Frieden, Uetersen : Internat. Versöhnungsbund, Dt. Zweig, [1985]
- Edinburgh 1985, Grand-Saconnex, Geneva : WSCF, 1985

### Aufsätze
- Brief des ÖRK-Generalsekretärs zum konziliaren Prozeß, in: Materialdienst der ökumenischen Centrale, 38. Jahrgang, Nr. 16–20/87, S. 20f.
- Emilio Castro lädt die ÖRK-Mitgliedskirchen zur Weltversammlung ein (Brief), in: Oekumenischer Informationsdienst, Nr. 14, Dezember 1988, IV. Quartal, S. 5.
- Erwartungen aus der 2/3-Welt an den Konziliaren Prozeß für Gerechtigkeit, Frieden und Bewahrung der Schöpfung. Vortrag, in: 2. Ökumenische Arbeitstagung im Rheinland für Gerechtigkeit, Frieden und Bewahrung der Schöpfung. 27.–29. Oktober 1989 in Knechtsteden. Dokumentation, Knechtsteden 1989, S. 56–58.
- Interview: "Das Evangelium erlaubt uns keine Resignation. Zum konziliaren Prozeß für Gerechtigkeit, Frieden und Bewahrung der Schöpfung, in: Neue Stimme, Nr. 2/87, S. 27f.
- Unser Zeugnis von der Gewaltlosigkeit in der ökumenischen Bewegung. Referat auf der Arbeitstagung des deutschen Versöhnungsbundes am 18. Mai 1985 in Bonn, in: Junge Kirche, 46. Jahrgang, Nr. 6/85, S. 306–311.
- Unser Zeugnis von der Gewaltlosigkeit in der ökumenischen Bewegung. Referat auf der Arbeitstagung des deutschen Versöhnungsbundes am 18. Mai 1985 in Bonn, gekürzt in: Theologische Studienabteilung beim Bund der Evangelischen Kirchen in der DDR (Hrsg.), Konziliarer Prozeß, Berlin/DDR 1985 [Information und Texte, Nr. 14].
- Unterwegs zum Friedenskonzil. Gespräch mit dem Generalsekretär des ÖRK, in: epd-Dokumentation, Nr. 24/86, S. 28–30 (dort zitiert nach: Evangelische Kommentare, 19. Jahrgang, Nr. 5/86, S. 269–275).
- Unterwegs zum Friedenskonzil. Gespräch mit dem Generalsekretär des ÖRK, in: Evangelische Kommentare, 19. Jahrgang, Nr. 5/86, S. 269–275.